# Anne-Marie Mineur
Anne-Marie Mineur, née le 14 mai 1967 à Oss aux Pays-Bas) est une femme politique néerlandaise membre du Parti socialiste (SP).

## Biographie
Elle a été élue au Parlement européen lors des élections européennes de 2014, où elle siège au sein du groupe parlementaire européen de la Gauche unitaire européenne/Gauche verte nordique.